# Sushi Roll
Sushi Roll es una cadena mexicana de comida japonesa, fundada en el año 1996 con su sede en la Ciudad de México. Sus restaurantes venden platos populares basados en la cocina japonesa, como ramen y sushi. Sushi Roll tiene cinco tipos de formatos de negocio: restaurante, comida rápida, servicio a domicilio, comida para llevar y teppanyaki, pero son prácticamente tres formatos de negocio porque se pueden combinar. Actualmente, Sushi Roll cuenta con 89 sucursales ubicadas en 12 estados de la República Mexicana atendiendo a más de 8,420,000 clientes al año.

## Historia
Grupo SUSHI ROLL, nace en 1996 en la Ciudad de México, abriendo sus dos primeras sucursales en Coapa el 26 de agosto de 1996. En 2005 la empresa abre su primera sucursal fuera de la Ciudad de México en Cuernavaca, Morelos.
En 2021, Sushi Roll cuenta con 104 sucursales, 4 de Teppan House y una de Tokio Inc, ubicadas en 11 estados de la República Mexicana.